# Martillo de Lucerna
Un martillo Lucerna (o de Lucerna) es un martillo enastado compuesto de una cabeza de armas cuyos "petos" son un pico común, un contrapeto de martillo (parte menos punzante y más contundente o roma) y una larga punta de lanza (punzón) muy aguda en su tope, la cual le otorga su "característica" diferencial. 

## Orígenes
Este tipo de martillo de guerra a dos manos, y de muy larga púa en su tope, surgió en Suiza en el Medievo sobre el siglo XIV. Concretamente -o bien la mayoría de ejemplares provenían de allí- en el cantón suizo de Lucerna, de ahí su nombre. 
Durante la Baja Edad Media, este tipo de armas de infantería a dos manos tuvieron en muchas ocasiones orígenes suizos o centroeuropeos, debido en buena manera a la ingente utilización de soldados de a pie, en esa época y en esa zona, cuyas victorias comenzaron a marcar el declive de la caballería pesada y el resurgir de la infantería. Es en este tiempo cuando los mercenarios -infantes- suizos logran tal reputación que sus tácticas y armas son importadas y copiadas por muchos ejércitos de finales del Medievo.

## Morfología
Este tipo de martillos enastados exclusivos de la infantería solían rondar los dos metros de longitud, carecían de guardas y estaban ligeramente ferrados en su asta. Su cabeza de armas se componía de un pico o púa recta punzante y su contrapeto se solía encontrar con "pares" (2 o 4) de pinchos semirromos -al cual se le denominaba martillo-, puesto que su función era contundente, teniendo estas formas más afiladas que puramente romas para evitar que se deslizaran los golpes sobre las armaduras defensivas (normalmente las metálicas de los arneses de "punta en blanco"). Pero, sin duda alguna, su característica más importante y que le otorga su diferenciación es la prominente punta aguda de más de un codo, que fue una evolución lógica de las armas de infantería para enfrentarse a las magnas armaduras góticas de placas.
Si bien el Martillo Lucerna no es un arma muy "original", no es más que un hacha de petos o martillo a dos manos tradicional (muy similar al denominado Bec de Corbin) pero de mayor peto de punzada, sí que sentó la base de la reutilización en los ejércitos de armas de asta largas, tales como la media pica y las primitivas alabardas. Por ello, y por las victorias logradas con este tipo de armas, los suizos se ganaron su propia voz para estos martillos enastados.
- Datos: Q29623
- Multimedia: Lucerne hammer / Q29623